# Elachista eleochariella
Elachista eleochariella là một loài bướm đêm thuộc họ Elachistidae. Nó được tìm thấy ở miền bắc châu Âu và miền bắc Nga to Pyrenees và Alps và from Ireland to România. Nó cũng được tìm thấy ở Bắc Mỹ.
Sải cánh dài 7–8 mm.

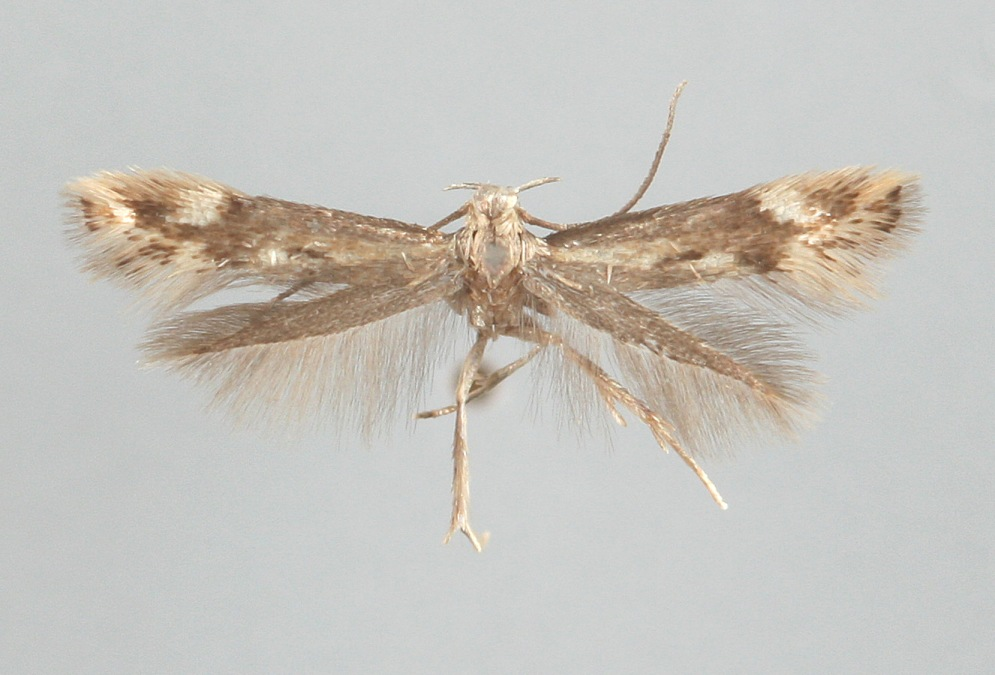
Male

Ấu trùng ăn Carex flacca, Carex panicea, Carex nigra, Eleocharis palustris và Eriophorum angustifolium.